# Гакићи
Гакићи су насељено место у Босни и Херцеговини, у општини Коњиц, у Херцеговачко-неретванском кантону које административно припада Федерацији Босне и Херцеговине. Према попису становништва из 2013. у насељу је живјело свега 10 становника.

## Становништво
По последњем службеном попису становништва из 1991. године, у насељу Гакићи живело је 50 становника. Сви становници су били Муслимани. Муслимани се данас углавном изјашњавају као Бошњаци.
| Демографија | Демографија | Демографија |
| Година      | Становника  | Становника  |
| ----------- | ----------- | ----------- |
| 1961.       | 55          |             |
| 1971.       | 68          |             |
| 1981.       | 62          |             |
| 1991.       | 50          |             |
| 2013.       | 10          |             |